# Pied certain
Le pied certain est un terme ancien, relatif à la fiscalité sous l'Ancien Régime. Le terme se rencontre particulièrement dans les rôles des communautés villageoises en Lorraine, au XVIIIe siècle, par exemple :
- en 1711 et 1744, à Dombrot-sur-Vair, 100 livres ;
- en 1712, à Pagny-sur-Moselle ;
- en 1757, à Bidestroff ;
- en 1781, à Villers-aux-Vents, où 2 rôles (celui de la « subvention » et celui des « ponts et chaussées ») furent établis comprenant tous les habitants de la communauté, avec leurs noms, surnoms, qualités et professions, cotés sur chaque pied certain correspondant, 100 livres.